# Genestosa
Genestosa (Xenestosa o Xinestosa en leonés) es una localidad española que forma parte del municipio de San Emiliano, en la provincia de León, comunidad autónoma de Castilla y León.
En cuanto a patrimonio arquitectónico, encontramos su iglesia, dedicada a san Miguel Arcángel, y que alberga una imagen de la Virgen del Rosario. En honor a ella se celebran sus fiestas el primer domingo de octubre.

## Localidades limítrofes
Confina con las siguientes localidades:
- Al este con Torrebarrio.
- Al sureste con Villargusán.
- Al sur con Candemuela y San Emiliano.
- Al suroeste con La Majúa.
- Al noroeste con Torrestío.

## Demografía
Evolución de la población
| Gráfica de evolución demográfica de Genestosa entre 2000 y 2017    |
|                                                                    |
| Población de derecho (2000-2017) según el padrón municipal del INE |

## Historia
Así se describe a Genestosa en el tomo VIII del Diccionario geográfico-estadístico-histórico de España y sus posesiones de Ultramar, obra impulsada por Pascual Madoz a mediados del siglo XIX:

Lugar en la provincia de León, partido judicial de Murias de Paredes, diócesis de Oviedo, arciprestazgo de Babia de Yuso, audiencia territorial y capitanía general de Valladolid, ayuntamiento de la Majua. Situado en terreno llano al pie de una elevada peña llamada Moro-negro; su clima es algo frío; sus enfermedades más comunes catarros y pulmonías. Tiene iglesia parroquial (San Miguel), servida por un cura de ingreso, y patronato laical, y buenas aguas potables. Confina N Torrestío; ES Torrebarrio; S Candanuela, y O una cordillera de montes que baja de los confines de la provincia y termina en Coospedal y la Majua. El terreno es de mediana calidad, y le fertilizan las aguas de un arroyo que desciende de Torrestio, y se une junto a Sena, con el río de Luna. Los caminos son locales, excepto el que baja de Asturias, dividido en dos ramales, por los puertos de la Mesa y de la Ventana, los cuales se unen más debajo de este pueblo, y sigue por Torrebarrio y Villargusán. Producciones: trigo, centeno, legumbres y buenos pastos, para el ganado lanar, vacuno y caballar que cría. Población: 6 vecinos, 26 almas. Contribución: con el ayuntamiento.
Diccionario geográfico-estadístico-histórico de España y sus posesiones de Ultramar